# Avraham Šochat
Avraham Šochat (hebrejsky אברהם שוחט‎; 14. června 1936, Tel Aviv, Britský mandát Palestina – 28. února 2024, Tel Aviv) byl bývalý izraelský politik a poslanec za Stranu práce. V minulosti zastával dvakrát post ministra financí Izraele a jednou post ministra národní infrastruktury.

## Mládí
Šochat se narodil v Tel Avivu ještě za mandátní éry. Po ukončení vojenské služby v Izraelských obranných silách, kde sloužil jako výsadkář, studoval na haifském Technionu, kde získal titul bakaláře v inženýrství. Ve svých studentských letech byl rovněž zvolen předsedou univerzitní studentské unie.
Po ukončení školy se přesunul do Negevu, kde byl v roce 1962 jedním ze zakladatelů města Arad. V letech 1967 až 1989 pak byl jeho starostou. Mimo to pracoval jako ředitel pobočky Solel Boneh v Aradu a při oblasti Mrtvého moře a byl členem správní rady Israel Aircraft Industries a Negev Phosphates.

## Politická kariéra
V roce 1967 se stal předsedou místní rady v Aradu. Kromě svých povinností starosty byl také místopředsedou Svazu místních samospráv, předsedou komise rozvojových měst a svazu místních samospráv.
Prvních voleb do Knesetu se zúčastnil již v roce 1984 za stranu Ma'arach, ale strana nedostala dostatečný počet hlasů, aby se stal poslancem. Nicméně Šochat se nakonec poslancem stal, když o čtyři roky později nahradil rezignujícího poslance Aharona Harela. Svůj poslanecký mandát si udržel i ve volbách, které se konaly v listopadu téhož roku a poté se stal předsedou finančního výboru a výboru pro ekonomické záležitosti. Po volbách v roce 1992 (kdy se Ma'arach stal Stranou práce) byl jmenován ministrem financí ve vláda Jicchaka Rabina. Svůj mandát obhájil i v příštích volbách v roce 1996, avšak celkovým vítězem byla strana Likud a Šochat tak skončil na postu ministra financí.
Po vítězství Ehuda Baraka a strany Jeden Izrael (aliance Strany práce, Mejmadu a Gešeru) v roce 1999 byl opět jmenován ministrem financí. V roce 2000 byl, poté, co strana Šas opustila Barakovu koalici, navíc jmenován ministrem národní infrastruktury. Šochat opustil vládu poté, co Ariel Šaron vyhrál v roce 2001 premiérské volby. Svůj mandát obhájil ještě ve volbách v roce 2003, ale po skončení funkčního období Knesetu opustil poslaneckou sněmovnu.
Po odchodu z Knesetu byl pověřen vypracováním zprávy o školném pro studenty izraelských vysokých škol. Jeho zpráva, zveřejněná v červenci 2007, doporučila zvýšit poplatky za bakalářské vzdělání o 70 % a snížit vládní financování vysokoškolského vzdělávání o 1,5 miliard šekelů.